# Thủy điện Hàm Thuận – Đa Mi
Nhà máy thủy điện Hàm Thuận – Đa Mi là một tổ hợp thủy điện nằm trên sông La Ngà thuộc lưu vực sông Đồng Nai. Nhà máy được đặt trên địa phận tỉnh Bình Thuận, có công suất 300 MW với 2 tổ máy. Hồ chứa của nhà máy nằm trên 2 tỉnh Lâm Đồng và Bình Thuận với diện tích mặt hồ ở mực nước dâng bình thường khoảng 25,2 km², dung tích 695 triệu m³. Công trình có hệ thống đường hầm với tổng chiều dài 7.765 m. Đập chính được đào đắp bằng đất đá đổ có chiều cao 93,5 m, chiều dài theo đỉnh đập là 686 m. Ngoài đập chính còn có 4 đập phụ đắp bằng đất. Công trình được khởi công xây dựng vào năm 1997, đưa vào vận hành vào năm 2001.
Nhà máy thủy điện Đa Mi là nhà máy bậc thang dưới của Nhà máy thủy điện Hàm Thuận, cách 10 km về phía hạ lưu và cách thành phố Hồ Chí Minh khoảng 200 km về phía đông bắc. Công suất của Thủy điện Đa Mi là 175 MW. Tổng sản lượng điện hàng năm của cả hai nhà máy Hàm Thuận- Đa Mi theo thiết kế là 1.555 triệu kWh.
Ngoài chức năng phát điện, các hồ chứa còn góp phần bổ sung nước tưới tiêu và nước sinh hoạt trong mùa khô cho vùng hạ du sông La Ngà, nhất là các huyện Tánh Linh và Đức Linh của tỉnh Bình Thuận, đồng thời gia tăng lưu lượng dòng chảy đến hồ Trị An, làm tăng sản lượng điện cho Nhà máy thủy điện Trị An.
Đây là một cụm nhà máy nằm trong Công ty Cổ phần Thủy điện Đa Nhim – Hàm Thuận – Đa Mi (bao gồm cả cụm nhà máy Đa Nhim- Sông Pha với công suất lần lượt là 160 MW và 7,5 MW).